# Spitzenkörper
Spitzenkörper (w tłumaczeniu na język polski ostre ciałko) – znajdująca się na końcu strzępek grzybów struktura będąca centrum organizacyjnym wzrostu strzępek i morfogenezy. Została odkryta w 1924 r. przez niemieckiego badacza Brunswicka i jak do tej pory nie wymyślono dla niej polskiej nazwy. Składa się z wielu małych pęcherzyków i występuje na strzępkach rostkowych, w rosnących końcówkach strzępek i tam, gdzie następuje tworzenie się ich gałęzi. Znajduje się zawsze na tym końcu strzępki, w którym następuje jej wzrost.
Spitzenkörper jest częścią systemu błon wewnętrznych grzybów. Przechowuje i uwalnia pęcherzyki, które otrzymuje z aparatu Golgiego. Pęcherzyki te przedostają się do błony komórkowej przez cytoszkielet i uwalniają swoją zawartość (w tym różne białka bogate w cysteinę, w tym ceratoplataniny i hydrofobiny) na zewnątrz komórki w procesie egzocytozy, skąd mogą być następnie transportowane do miejsc, gdzie są potrzebne. Błony pęcherzyków przyczyniają się do wzrostu błony komórkowej, a ich zawartość tworzy nową ścianę komórkową. Spitzenkörper porusza się wzdłuż wierzchołka pasma strzępkowego i powoduje wzrost wierzchołkowy i rozgałęzianie się strzępek.
Spitzenkörper pełni funkcję zwiadowczą, rozpoznającą substancje odżywcze w otoczeniu strzępki i decyzyjną – po rozpoznaniu substancji odżywczej strzępka zaczyna rosnąć w jej stronę. Jest bardzo mały, ale można go dostrzec w mikroskopie optycznym. Ma postać skupiska niewielkich pęcherzyków. Strzępki lęgniowców (Oomycota) i niektórych grzybów niższych, zwłaszcza sprżężniaków (Zygomycota) nie zawierają rozpoznawalnego spitzenkörpera, a pęcherzyki są rozmieszczone bardziej luźno, często w kształcie półksiężyca pod wierzchołkową błoną plazmatyczną.